# Palatul Iosif Bonțilă
Palatul Iosif Bonțilă, cunoscut și sub numele de Palatul Gyula Illits, este un imobil istoric situat pe Bulevardul 3 August 1919, nr. 6, în cartierul Fabric din Timișoara.
Face parte din Situl urban „Fabric” (II), monument istoric cod LMI TM-II-s-B-06097.

## Istorie
În anul 1888, arhitectul timișorean Josef Kremer a achiziționat terenul aferent acestui imobil. Ulterior, la începutul anilor 1890, terenul a fost vândut către losif Bonțilă (József Bontilla). La data de 8 august 1893, a fost obținută autorizația de construire pentru un palat de raport cu două etaje. Este demn de menționat faptul că Bonțilă a respectat o condiție impusă de primărie, conform căreia pe Andrássy út (actualul bulevard 3 August 1919) se permiteau doar construcțiile cu etaj.
losif Bonțilă (n. 1839 - d. 6 februarie 1902), a fost director de poștă și proprietar de moșie în Duleu, virilist al comitatului Caras-Severin și o figură implicată în comunitatea și viața culturală a românilor din Banat. Cu toate acestea, nu există date care să sugereze că el ar fi locuit în Timișoara, astfel că palatul său din Fabric a avut în principal scopuri financiare și de diversificare a veniturilor. În iulie 1903, o parte din clădire a fost moștenită de lon Bonțilă (Juon Bontilla), iar în anul 1904, lon Bonțilă a achiziționat o altă porțiune a imobilului de la Renna Milkovits, contra sumei de 49000 coroane.
Conform informațiilor din Catalogul de Adrese din anul 1906, se constată că, în acea perioadă, proprietar al acestei clădiri era și Gyula Illits, un antreprenor cu multiple afaceri, care deținea și administra mai multe hoteluri și restaurante, inclusiv celebrul Hotel Hungária din Cetate.
În anul 1911, partea de imobil deținută de Ion Bonțilă a fost moștenită de Romulus Bonțilă (Romulusz Bontilla). Ulterior, în anul 1938, proprietar al clădirii era Augustin Schmidt, un fost director de bancă.

## Descriere
Clădirea este situată la intersecția Bulevardului 3 August 1919 cu strada Dr. Gheorghe Marinescu și. Acesta este realizată în stil eclectic istoricist. Caracteristicile spațiale și structurale ale secolului XIX se regăsesc în această construcție, iar fațada evidențiază influențele stilistice ale epocii următoare.
Clădirea prezintă un colț teșit rezultat în urma intersecției fațadelor, formând o mică fațadă de colț, de lățimea unei travee. Soclul clădirii este supraînălțat și tratat cu bosaje generoase, parterul fiind conceput într-un mod similar.
Ferestrele de la parter sunt prevăzute cu arcuri în plin cintru și ancadramente decorate cu bosaje. Un brâu profilat delimitează clar zona inferioară a fațadei de cea superioară. Ferestrele de la etajul întâi sunt elaborate și prezintă elemente antropomorfe, cum ar fi chipuri de femei, ilustrând influențele stilului arhitectural al anilor 1900. Cornișa ornamentată încheie fațada, fiind dotată cu console decorative, denticuli și o friză decorativă plasată între console.
Aparatul de acces de pe bulevard se încadrează stilistic cu parterul clădirii prin intermediul unui ancadrament decorat cu bosaje. Portalul din lemn masiv al clădirii, decorat în stil neobaroc, prezintă în partea de sub oberliht inscripția "1894", reflectând anul finalizării construcției.